# Dabiq (magasin)
Dabiq (Arabiska: دابق) var en tidskrift som gavs ut av Islamska staten (IS). Första numret kom ut i juli 2014 på flera språk, bland annat engelska. Dabiq används för att sprida IS ideologiska budskap och för att rekrytera stridande. Det sista numret utkom 31 juli 2016. Magasinet ersattes av Rumiyah.
Namnet på tidskriften är taget från staden Dabiq i norra Syrien. Enligt en profetia i islamsk eskatologi är Dabiq platsen för ett kommande slag mellan muslimer och kristna som anses vara inledningen till världens undergång.